# Hugo Mamba-Schlick
Pour les articles homonymes, voir Mamba (homonymie) et Schlick.
Hugo Mamba-Schlick, né le 1er février 1982 à Sarcelles dans le Val-d'Oise, est un ancien athlète camerounais, spécialiste du triple saut. Il est licencié au Stade rennais athlétisme et entrainé par Bruno Monnerais.
Il prit sa retraite sportive le 1er avril 2017.

## Palmarès
- aux Championnats d'Afrique d'athlétisme 2008 à Addis-Abeba
- aux Jeux de la Francophonie 2009 à Beyrouth
- aux Championnats d'Afrique d'athlétisme 2010 à Nairobi
- aux Jeux du Commonwealth 2010 à New Delhi
- aux Jeux africains 2011 à Maputo.

## Record
17,14 m (record du Cameroun) à New Delhi lors des Jeux du Commonwealth 2010.